# Världsmästerskapen i bordtennis 1956
 Världsmästerskapen i bordtennis 1956 spelades i Tokyo under perioden 2-11 april 1956.

## Medaljörer

### Lag
| Disciplin            | Guld                                                               | Silver                                                                          | Brons                                                                           |
| Herrarnas lagtävling | Japan Ichiro Ogimura Toshiaki Tanaka Yoshio Tomita Keisuke Tsunoda | Tjeckoslovakien Ivan Andreadis Ladislav Štípek Vaclav Tereba Ludvik Vyhnanovsky | Kina Hu Bingquan Jiang Yongning Tsen Huai-Kuang Wang Chuanyao Yang Ruihua       |
| Herrarnas lagtävling | Japan Ichiro Ogimura Toshiaki Tanaka Yoshio Tomita Keisuke Tsunoda | Tjeckoslovakien Ivan Andreadis Ladislav Štípek Vaclav Tereba Ludvik Vyhnanovsky | Rumänien Matei Gantner Tiberiu Harasztosi Paul Pesch Mircea Popescu Toma Reiter |
| Damernas lagtävling  | Rumänien Angelica Rozeanu Ella Zeller                              | England Ann Haydon Diane Rowe                                                   | Japan Fujie Eguchi Tomie Okawa Yoshiko Tanaka Kiiko Watanabe                    |

### Individuellt
| Disciplin   | Guld                         | Silver                         | Brons                            |
| Herrsingel  | Ichiro Ogimura               | Toshiaki Tanaka                | Yoshio Tomita                    |
| Herrsingel  | Ichiro Ogimura               | Toshiaki Tanaka                | Akio Nohira                      |
| Damsingel   | Tomie Okawa                  | Kiiko Watanabe                 | Fujie Eguchi                     |
| Damsingel   | Tomie Okawa                  | Kiiko Watanabe                 | Ella Zeller                      |
| Herrdubbel  | Ichiro Ogimura Yoshio Tomita | Ivan Andreadis Ladislav Štípek | Vaclav Tereba Ludvik Vyhnanovsky |
| Herrdubbel  | Ichiro Ogimura Yoshio Tomita | Ivan Andreadis Ladislav Štípek | Toshiaki Tanaka Keisuke Tsunoda  |
| Damdubbel   | Angelica Rozeanu Ella Zeller | Fujie Eguchi Kiiko Watanabe    | Tomie Okawa Yoshiko Tanaka       |
| Damdubbel   | Angelica Rozeanu Ella Zeller | Fujie Eguchi Kiiko Watanabe    | Ann Haydon Diane Rowe            |
| Mixeddubbel | Erwin Klein Leah Neuberger   | Ivan Andreadis Ann Haydon      | Motoo Fujii Yoshiko Tanaka       |
| Mixeddubbel | Erwin Klein Leah Neuberger   | Ivan Andreadis Ann Haydon      | Toma Reiter Ella Zeller          |

### Fotnoter
1. ↑  ”World Championships Results”. ITTF Museum. Arkiverad från originalet den 11 maj 2012. https://web.archive.org/web/20120511103023/http://www.ittf.com/museum/results/WorldChresults.html. Läst 7 april 2012.
2. ↑  ”ITTF Statistics”. ittf.com. Arkiverad från originalet den 18 maj 2015. https://web.archive.org/web/20150518110635/http://www.ittf.com/ittf_stats/All_events4.asp?Competition_ID=26. Läst 7 april 2012.